# Sorges et Ligueux en Périgord
Sorges et Ligueux en Périgord est une commune française située dans le département de la Dordogne, en région Nouvelle-Aquitaine.
Elle a été créée le 1er janvier 2016 sous le statut de commune nouvelle et regroupe les anciennes communes de Ligueux et Sorges.

## Géographie

### Généralités
La commune nouvelle de Sorges et Ligueux en Périgord regroupe le 1er janvier 2016 les communes de Ligueux et de Sorges, qui sont devenues communes déléguées. Son chef-lieu se situe à Sorges.
Elle fait partie de la zone d'emploi et de l'aire d'attraction de Périgueux, ainsi que du bassin de vie de Thiviers.
| Carte des communes constitutives de Sorges et Ligueux en Périgord. |

### Communes limitrophes
Sorges et Ligueux en Périgord est limitrophe de huit autres communes.
| Saint-Front-d'Alemps           | Négrondes                     | Saint-Jory-las-Bloux |
| Agonac                         | Sorges et Ligueux en Périgord |                      |
| Cornille, Antonne-et-Trigonant | Sarliac-sur-l'Isle            | Savignac-les-Églises |

### Géologie et relief
La superficie cadastrale de la commune publiée par l'Insee, qui sert de référence dans toutes les statistiques, est de 54,04 km2,.

#### Géologie

Carte géologique de Sorges et Ligueux en Périgord.

Situé sur la plaque nord du Bassin aquitain et bordé à son extrémité nord-est par une frange du Massif central, le département de la Dordogne présente une grande diversité géologique. Les terrains sont disposés en profondeur en strates régulières, témoins d'une sédimentation sur cette ancienne plate-forme marine. Le département peut ainsi être découpé sur le plan géologique en quatre gradins différenciés selon leur âge géologique. Sorges et Ligueux en Périgord est située dans le deuxième gradin à partir du nord-est, un plateau formé de roches calcaires très dures du Jurassique que la mer a déposées par sédimentation chimique carbonatée, en bancs épais et massifs.
Elle est dans le causse de Savignac, qui, avec le causse de Cubjac et le causse de Thenon, forme un ensemble de collines karstifiées dans les calcaires liasiques et jurassiques à l'est de Périgueux jusqu'à Excideuil et Thenon, d'environ 30 km N-S et 15 km O-E, coupé par les vallées de l'Isle, de l'Auvézère et de la Loue.
Les couches affleurantes sur le territoire communal sont constituées de formations superficielles du Quaternaire et de roches sédimentaires datant pour certaines du Cénozoïque, et pour d'autres du Mésozoïque. La formation la plus ancienne, notée j3a-b, date du Bathonien inférieur à moyen, une alternance de calcaires micritiques gris cryptocristallins avec des argiles parfois ligniteuses ou des marnes noires (formation d'Ajat). La formation la plus récente, notée CFp, fait partie des formations superficielles de type colluvions indifférenciées de versant, de vallon et plateaux issues d'alluvions, molasses, altérites. Le descriptif de ces couches est détaillé dans  la feuille « no 759 - Périgueux (est) » de la carte géologique au 1/50 000 de la France métropolitaine, et sa notice associée.

#### Relief et paysages
Le département de la Dordogne se présente comme un vaste plateau incliné du nord-est (491 m, à la forêt de Vieillecour dans le Nontronnais, à Saint-Pierre-de-Frugie) au sud-ouest (2 m à Lamothe-Montravel). L'altitude du territoire communal varie quant à elle entre 120 mètres et 216 mètres.

### Hydrographie

#### Réseau hydrographique

Carte des réseaux hydrographique et routier de Sorges et Ligueux en Périgord.

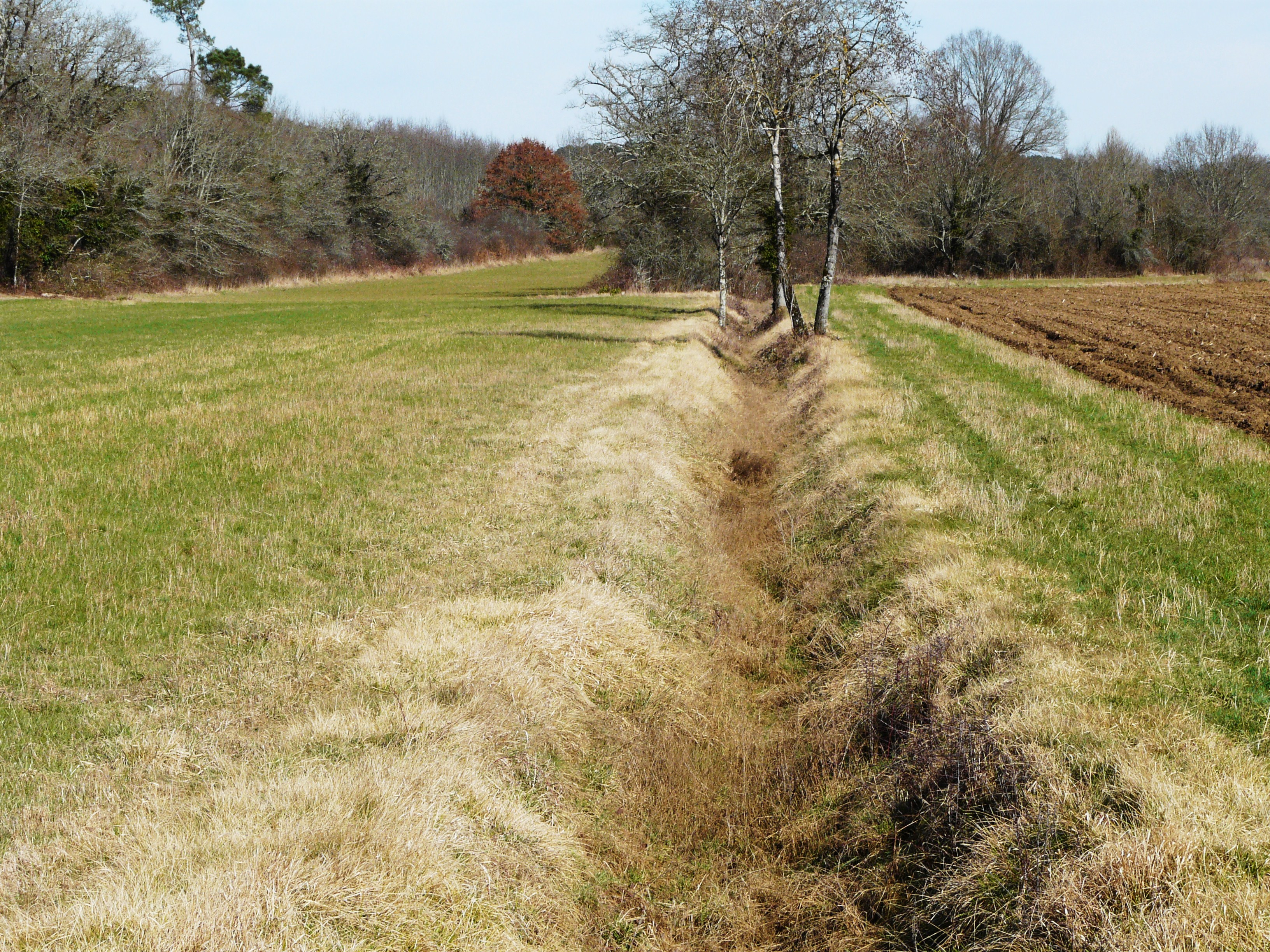
Le cours asséché de la Beauronne vu depuis la route départementale 74.

La commune est située dans le bassin de la Dordogne au sein du Bassin Adour-Garonne. Elle est drainée par la Beauronne et un petit cours d'eau, qui constituent un réseau hydrographique de plus de 5 km de longueur totale,,.
La Beauronne, d'une longueur totale de 28,16 km, prend sa source dans la commune de Négrondes et se jette dans l'Isle en rive droite à Marsac-sur-l'Isle. En amont de cette confluence, son bras oriental marque la limite avec Périgueux. Elle arrose le nord-ouest du territoire communal sur près de quatre kilomètres.

#### Gestion et qualité des eaux
Le territoire communal est couvert par le schéma d'aménagement et de gestion des eaux (SAGE) « Isle - Dronne ». Ce document de planification, dont le territoire regroupe les bassins versants de l'Isle et de la Dronne, d'une superficie de 7 500 km2, a été approuvé le 2 août 2021. La structure porteuse de l'élaboration et de la mise en œuvre est l'établissement public territorial de bassin de la Dordogne (EPIDOR). Il définit sur son territoire les objectifs généraux d’utilisation, de mise en valeur et de protection quantitative et qualitative des ressources en eau superficielle et souterraine, en respect des objectifs de qualité définis dans le troisième SDAGE  du Bassin Adour-Garonne qui couvre la période 2022-2027, approuvé le 10 mars 2022.
La qualité des eaux de baignade et des cours d’eau peut être consultée sur un site dédié géré par les agences de l’eau et l’Agence française pour la biodiversité.

### Climat
Pour des articles plus généraux, voir Climat de la Nouvelle-Aquitaine et Climat de la Dordogne.
En 2010, le climat de la commune est de type climat océanique altéré, selon une étude s'appuyant sur une série de données couvrant la période 1971-2000. En 2020, Météo-France publie une typologie des climats de la France métropolitaine dans laquelle la commune est toujours exposée à un climat océanique altéré et est dans une zone de transition entre les régions climatiques « Aquitaine, Gascogne » et « Ouest et nord-ouest du Massif Central ». La première est caractérisée par une pluviométrie abondante au printemps, modérée en automne, un faible ensoleillement au printemps, un été chaud (19,5 °C), des vents faibles, des brouillards fréquents en automne et en hiver et des orages fréquents en été (15 à 20 jours).  La seconde présente une pluviométrie annuelle de 900 à 1 500 mm, maximale en automne et en hiver.
Pour la période 1971-2000, la température annuelle moyenne est de 12 °C, avec  une amplitude thermique annuelle de 15 °C. Le cumul annuel moyen de précipitations est de 978 mm, avec 12,6 jours de précipitations en janvier et 7,4 jours en juillet. Pour la période 1991-2020, la température moyenne annuelle observée sur la station météorologique la plus proche, située sur la commune de Bassillac et Auberoche à 17 km à vol d'oiseau, est de 13,1 °C et le cumul annuel moyen de précipitations est de 480,0 mm. Pour l'avenir, les paramètres climatiques de la commune estimés pour 2050 selon différents scénarios d’émission de gaz à effet de serre sont consultables sur un site dédié publié par Météo-France en novembre 2022.

### Paysages
Dans le cadre de la Convention européenne du paysage entrée en vigueur en France le 1er juillet 2006, renforcée par la loi du 8 août 2016 pour la reconquête de la biodiversité, de la nature et des paysages, un atlas des paysages de la Dordogne a été élaboré sous maîtrise d’ouvrage de l’État et publié en octobre 2020. Les paysages du département s'organisent en huit unités paysagères,. La commune fait partie du Périgord central, un paysage vallonné, aux horizons limités par de nombreux bois, plus ou moins denses, parsemés de prairies et de petits champs.

### Milieux naturels et biodiversité

#### Espaces protégés
La protection réglementaire est le mode d’intervention le plus fort pour préserver des espaces naturels remarquables et leur biodiversité associée,.
La commune fait partie du bassin de la Dordogne, un territoire d'une superficie de 24 000 km2 reconnu réserve de biosphère par l'UNESCO en juillet 2012 et se situe dans sa « zone de transition ».

#### Zones naturelles d'intérêt écologique, faunistique et floristique
L'inventaire des zones naturelles d'intérêt écologique, faunistique et floristique (ZNIEFF) a pour objectif de réaliser une couverture des zones les plus intéressantes sur le plan écologique, essentiellement dans la perspective d’améliorer la connaissance du patrimoine naturel national et de fournir aux différents décideurs un outil d’aide à la prise en compte de l’environnement dans l’aménagement du territoire.
En 2022, deux ZNIEFF sont recensées sur la commune d'après l'INPN.
Il s'agit de deux ZNIEFF de type 2 concernant le territoire de l'ancienne commune de Sorges :
- le « causse de Savignac », zone calcaire boisée qui concerne les coteaux en rive droite de l'Isle, sur huit communes, depuis Sarliac-sur-l'Isle au sud-ouest jusqu'à Négrondes au nord, et notamment ceux à l'est et au sud-est de la commune s'étendant sur environ 13 km2[Carte 4]. L'intérêt majeur de cette ZNIEFF réside dans la présence d'une espèce déterminante de plantes, la Spirée à feuilles de millepertuis (Spiraea hypericifolia subsp. obovata)[26] ;
- le site « forêt domaniale de Lanmary et alentours », qui concerne quatre communes, dont une petite zone de six hectares, au nord du lieu-dit la Pigeassonie, fait partie du territoire de Sorges et Ligueux en Périgord[Carte 5].

## Urbanisme

### Typologie
Au 1er janvier 2024, Sorges et Ligueux en Périgord est catégorisée commune rurale à habitat dispersé, selon la nouvelle grille communale de densité à 7 niveaux définie par l'Insee en 2022.
Elle est située hors unité urbaine. Par ailleurs la commune fait partie de l'aire d'attraction de Périgueux, dont elle est une commune de la couronne,. Cette aire, qui regroupe 49 communes, est catégorisée dans les aires de 50 000 à moins de 200 000 habitants,.

### Nouveau bourg de Sorges
Le bourg de Sorges, traversé par la route nationale 21 où circulent quotidiennement 5 000 véhicules, se présentait comme un village-rue. En octobre 2022 est inauguré le nouveau bourg de Sorges, qui a nécessité quatre ans de travaux et coûté 6,5 millions d'euros ; il comporte des commerces, une halle fermée pour le marché aux truffes, une halle ouverte, des logements sociaux et une zone d'activité commerciale, ainsi qu'un bâtiment dans lequel sont installées l'agence postale, la bibliothèque et la maison France Services. De plus, la communauté d'agglomération du Grand Périgueux a créé à côté une zone d'activité artisanale : le parc d'activité du Diamant noir.

### Villages, hameaux et lieux-dits
Outre les bourgs de Ligueux et de Sorges proprement dits, le territoire se compose d'autres villages ou hameaux, ainsi que de lieux-dits détaillés sur cet article et celui-ci.

### Risques naturels et technologiques
Le territoire de la commune de Sorges et Ligueux en Périgord est vulnérable à différents aléas naturels : météorologiques (tempête, orage, neige, grand froid, canicule ou sécheresse), inondations, feux de forêts, mouvements de terrains et séisme (sismicité très faible). Il est également exposé à un risque technologique,  le transport de matières dangereuses. Un site publié par le BRGM permet d'évaluer simplement et rapidement les risques d'un bien localisé soit par son adresse soit par le numéro de sa parcelle.

#### Risques naturels
Certaines parties du territoire communal sont susceptibles d’être affectées par le risque d’inondation par débordement de cours d'eau, notamment la Beauronne. La commune a été reconnue en état de catastrophe naturelle au titre des dommages causés par les inondations et coulées de boue survenues en 1982, 1985, 1988, 1999 et 2007,. Le risque inondation est pris en compte dans l'aménagement du territoire de la commune par le biais du plan de prévention des risques inondation (PPRI) de la « vallée de la Beauronne et de l'Alemps », couvrant six communes et approuvé le 20 mars 2012, pour les crues de la Beauronne, concernant une bande pouvant dépasser 200 mètres de large sur le territoire communal,. Le débit centennal de la Beauronne retenu pour l'élaboration du PPRI est de 72 m3/s,.
Sorges et Ligueux en Périgord est exposée au risque de feu de forêt. L’arrêté préfectoral du 14 mars 2013 fixe les conditions de pratique des incinérations et de brûlage dans un objectif de réduire le risque de départs d’incendie. À ce titre, des périodes sont déterminées : interdiction totale du 15 février au 15 mai et du 15 juin au 15 octobre, utilisation réglementée du 16 mai au 14 juin et du 16 octobre au 14 février. En septembre 2020, un plan inter-départemental de protection des forêts contre les incendies (PidPFCI) a été adopté pour la période 2019-2029,.

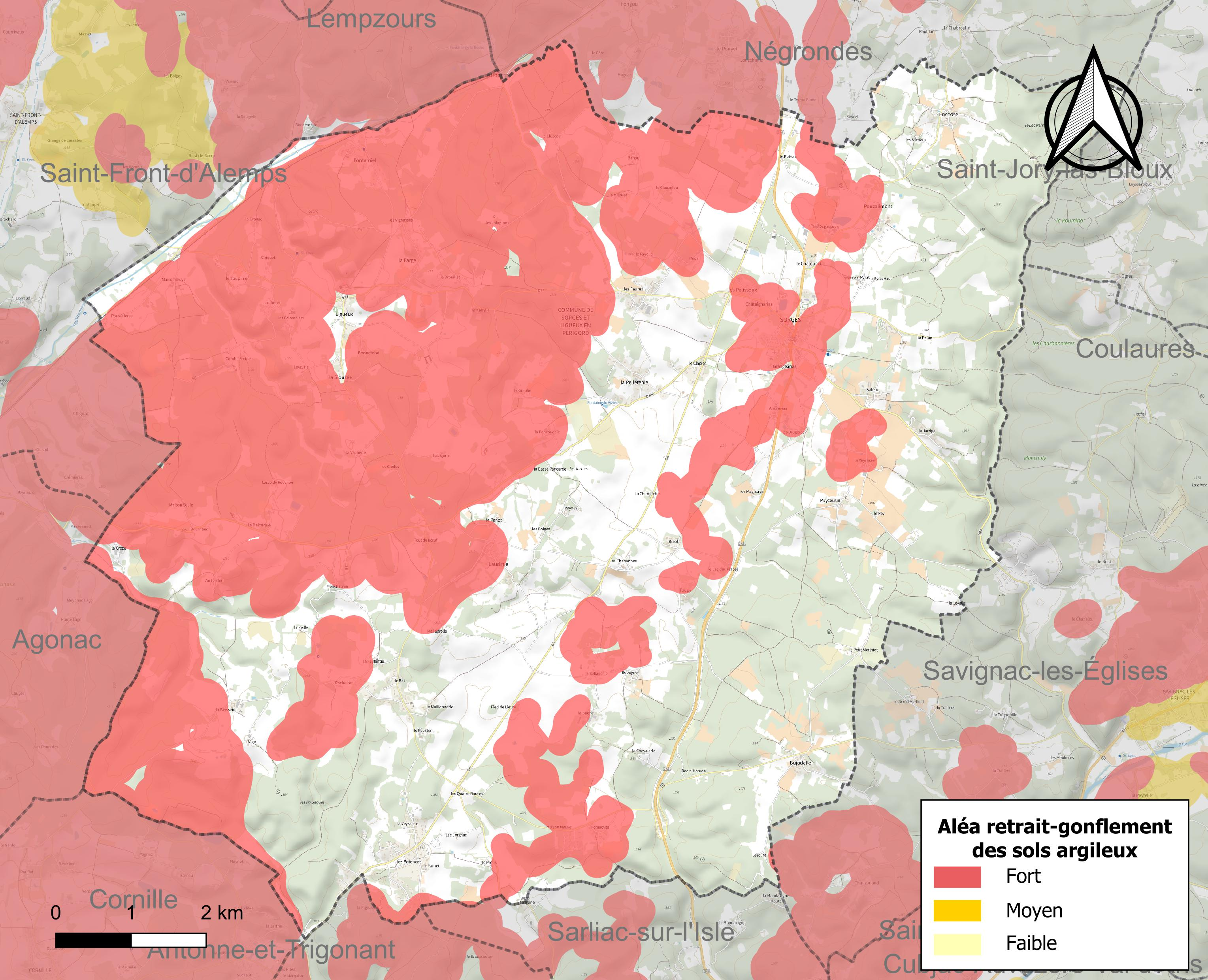
Carte des zones d'aléa retrait-gonflement des sols argileux de Sorges et Ligueux en Périgord.

Les mouvements de terrains susceptibles de se produire sur la commune sont des affaissements et effondrements liés aux cavités souterraines (hors mines) et des tassements différentiels. Afin de mieux appréhender le risque d’affaissement de terrain, un inventaire national permet de localiser les éventuelles cavités souterraines sur la commune. Le retrait-gonflement des sols argileux est susceptible d'engendrer des dommages importants aux bâtiments en cas d’alternance de périodes de sécheresse et de pluie. 48,1 % de la superficie communale est en aléa moyen ou fort (58,6 % au niveau départemental et 48,5 % au niveau national métropolitain). Depuis le 1er octobre 2020, en application de la loi ÉLAN, différentes contraintes s'imposent aux vendeurs, maîtres d'ouvrages ou constructeurs de biens situés dans une zone classée en aléa moyen ou fort,.
La commune a été reconnue en état de catastrophe naturelle au titre des dommages causés par la sécheresse en 1989, 1992, 2003, 2005 et 2011 et par des mouvements de terrain en 1999.

## Toponymie

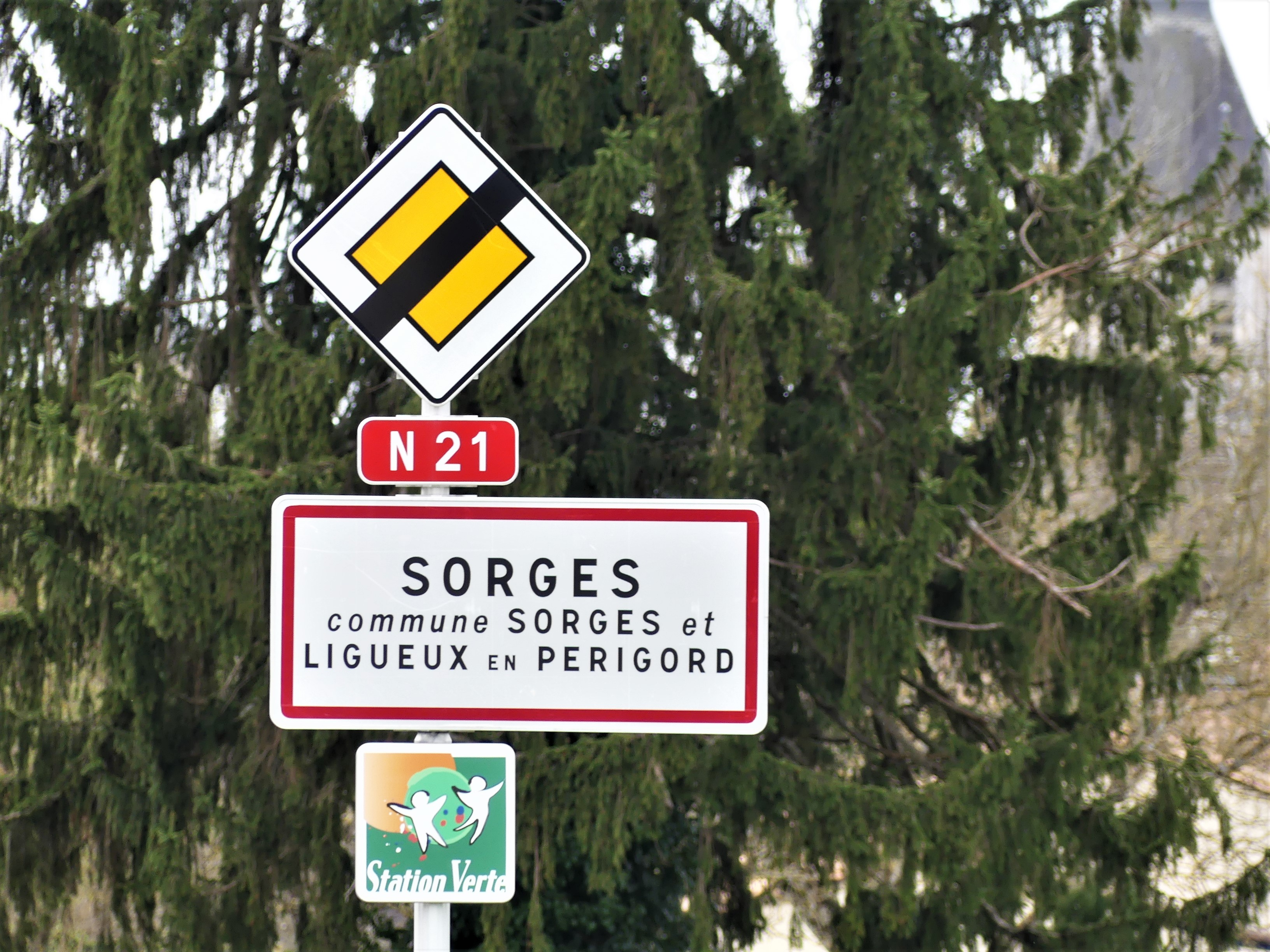
Panneau d'entrée du bourg de Sorges.

## Histoire
La création de la nouvelle commune, entérinée par l'arrêté du 21 décembre 2015, est effective le 1er janvier 2016, entraînant la transformation des deux anciennes communes, Ligueux et Sorges, en communes déléguées.
En mai 2024, après le décès d'Alain Lacourarie, maire délégué, Ligueux n'est plus commune déléguée.

## Politique et administration

### Rattachements administratifs et électoraux
Depuis  sa création en 2016, la commune de Sorges et Ligueux en Périgord dépend de l'arrondissement de Périgueux du département de la Dordogne.
Sur le plan électoral : 
- Pour les élections départementales, la commune fait partie  du canton de Thiviers[I 1].

- Pour l'élection des députés, elle fait partie de la  troisième circonscription de la Dordogne[45].

### Intercommunalité
À sa création en 2016, Sorges et Ligueux en Périgord est intégrée à la communauté de communes du Pays thibérien.
Dans le cadre des dispositions de la loi portant nouvelle organisation territoriale de la République du 7 août 2015, qui prévoit que les établissements publics de coopération intercommunale (EPCI) à fiscalité propre doivent avoir un minimum de 15 000 habitants, cette intercommunalité a fusionné le 1er janvier 2017 au sein de la communauté d'agglomération dénommée Le Grand Périgueux, dont best désormais membre la commune.

### Administration municipale
Entre sa création et les élections municipales de 2020 en Dordogne, le conseil municipal de la nouvelle commune est constitué de l'ensemble des conseillers municipaux des deux anciennes communes (onze pour Ligueux et quinze pour Sorges, soit un total de vingt-six). Le maire de la nouvelle commune est élu début 2016. Les maires des deux anciennes communes deviennent maires délégués.
La population de la commune étant comprise entre 1 500 et 2 499 habitants au recensement de 2017, dix-neuf conseillers municipaux auraient dû être élus en 2020. Cependant, s'agissant du premier renouvellement du conseil municipal d'une commune nouvelle, le nombre de conseillers élus est celui de la strate supérieure, soit vingt-trois.

### Liste des maires

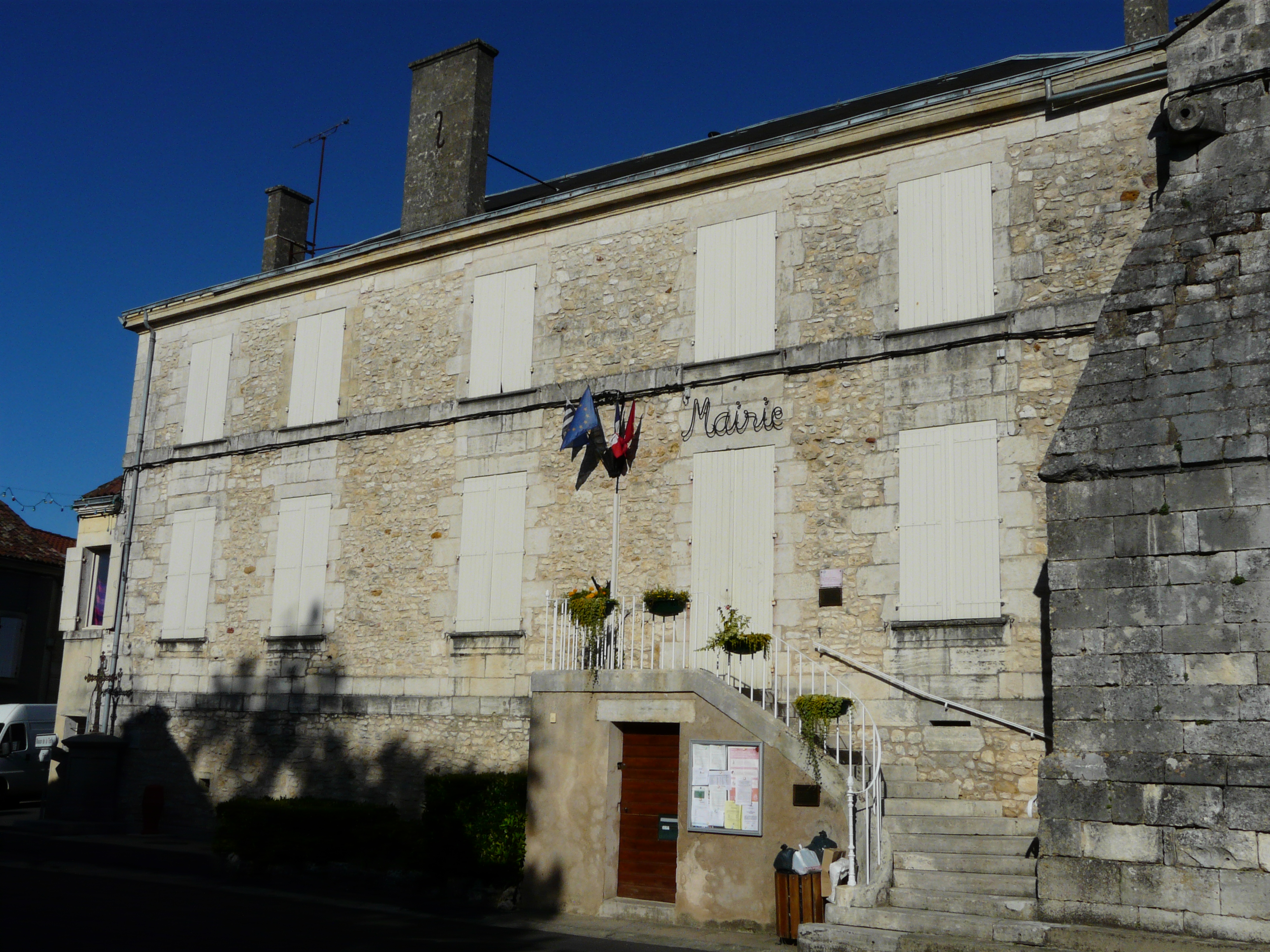
La mairie de Sorges en 2009, devenue la mairie de la commune nouvelle.

| Période      | Période                    | Identité            | Étiquette | Qualité                                                                                                |
| ------------ | -------------------------- | ------------------- | --------- | --- |
| janvier 2016 | juin 2023                  | Jean-Jacques Ratier | LR        | Ancien élu à Périgueux Directeur d'enseignement et de formation à la CCI Maire de Sorges (2001 → 2015) |
| juin 2023    | En cours (au 25 mars 2024) | Éric Séguy          |           | Cadre de la fonction publique                                                                          |

## Équipements et services publics

### Espaces publics
Dans son palmarès 2023, le Conseil national de villes et villages fleuris de France a attribué deux fleurs à Ligueux.

### France services
Une maison France services est installée dans la commune,.

### Enseignement

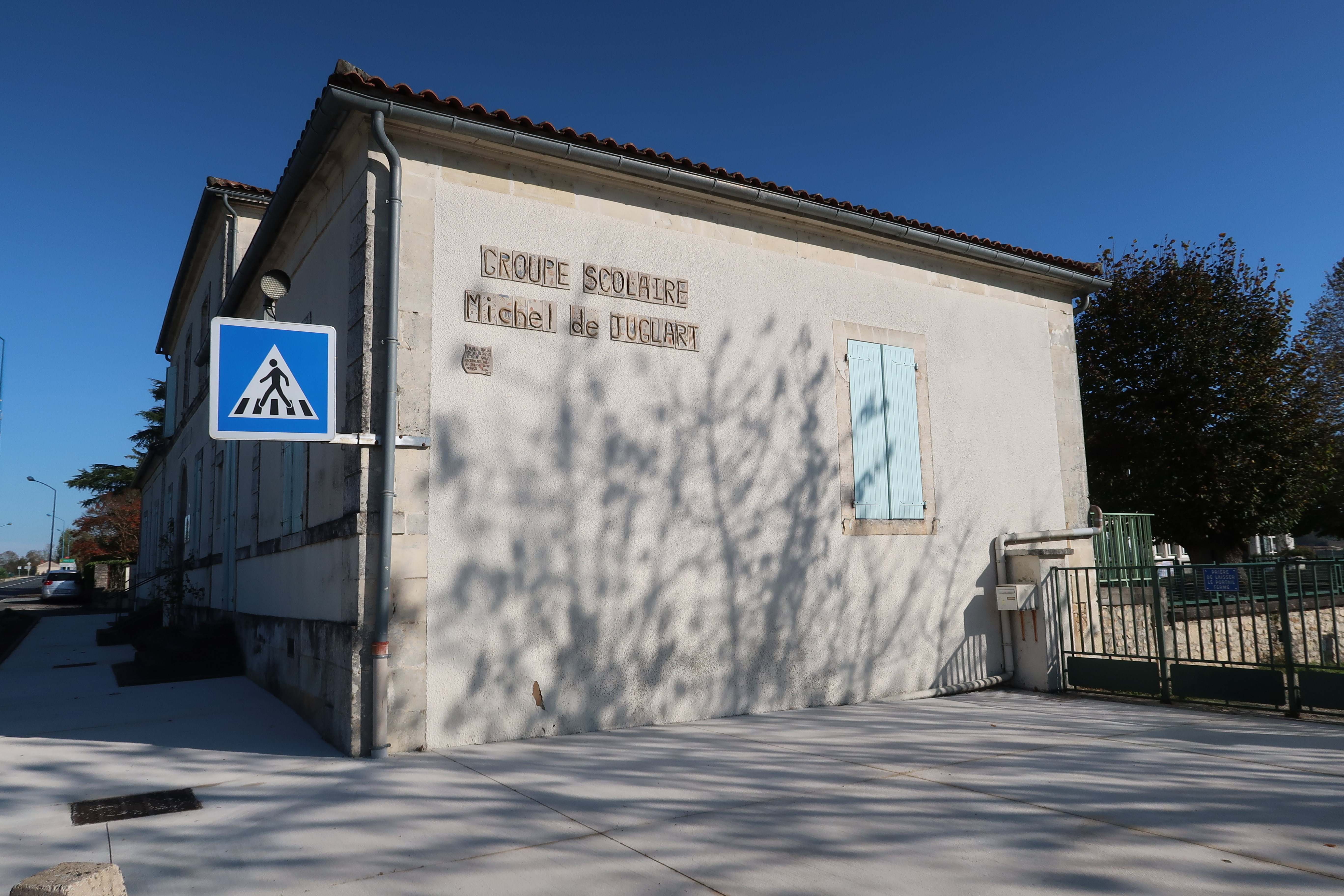
Entrée du groupe scolaire.

- Groupe scolaire Michel-de-Juglart, du nom d'un ancien maire de Sorges[57].
- Ancienne école de filles, le long de la route nationale 21.

### Postes et télécommunications
Présence d'une agence postale communale au bourg de Sorges.

### Justice, sécurité, secours et défense

#### Justice
En 2023, dans le domaine judiciaire, Sorges et Ligueux en Périgord relève : 
- du tribunal judiciaire, du tribunal pour enfants, du conseil de prud'hommes et du tribunal de commerce de Périgueux ;
- du pôle Nationalité du tribunal judiciaire de Périgueux (compétent uniquement dans le domaine de la nationalité) ;
- de la cour d'appel, du tribunal administratif et de la cour administrative d'appel de Bordeaux.

#### Sécurité
En 2024, pour la sécurité, la commune dépend de la brigade de gendarmerie de Saint-Martial-d'Albarède.
En 2023, le Président de la République annonce la création de deux brigades de gendarmerie en Dordogne, dont une à Sorges et Ligueux en Périgord vers 2027.

## Population et société

### Démographie
L'évolution du nombre d'habitants est connue à travers les recensements de la population effectués dans la commune depuis sa création.

En 2022, la commune comptait 1 639 habitants, en évolution de +5,47 % par rapport à 2016 (Dordogne : +0,37 %, France hors Mayotte : +2,11 %).
| 2016  | 2017  | 2018  | 2019  | 2022  |
| ----- | ----- | ----- | ----- | ----- |
| 1 554 | 1 565 | 1 577 | 1 590 | 1 639 |

### Manifestations culturelles ou sportives et festivités
- Fête de la truffe en janvier à Sorges (34e édition en 2024[63]).
- En mai, course d'endurance équestre de Sorges et Ligueux (7e édition en 2019 avec des parcours de 10 à 130 km visitant également les communes d'Agonac, Lempzours et Saint-Front-d'Alemps)[64].
- Exposition canine nationale début septembre à Sorges (107e édition en 2023)[65].
- Pour la sixième fois, Sorges accueille en février 2025 le championnat de France de chiens truffiers dont c'est la 41e édition[66].

## Économie

### Emploi
En 2020, parmi la population communale comprise entre 15 et 64 ans, les actifs représentaient 721 personnes, soit 45,0 % de la population municipale. Le nombre de chômeurs (cinquante-trois) a diminué par rapport à 2014 (soixante), et le taux de chômage de cette population active est de 7,4 %.

### Activités hors agriculture
109 établissements sont implantés à Sorges et Ligueux en Périgord au 31 décembre 2020. Le tableau ci-dessous en détaille le nombre par secteur d'activité et compare les ratios avec ceux du département,.
| Secteur d'activité                                                                                        | Commune | Commune | Département |
| Secteur d'activité                                                                                        | Nombre  | %       | %           |
| --- | ------- | ------- | ----------- |
| Ensemble                                                                                                  | 109     | 100 %   | (100 %)     |
| Industrie manufacturière, industries extractives et autres                                                | 10      | 9,2 %   | (10,2 %)    |
| Construction                                                                                              | 16      | 14,7 %  | (14,2 %)    |
| Commerce de gros et de détail, transports, hébergement et restauration                                    | 28      | 25,7 %  | (31,3 %)    |
| Information et communication                                                                              | 1       | 0.9 %   | (1,7 %)     |
| Activités financières et d'assurance                                                                      | 4       | 3,7 %   | (3,4 %)     |
| Activités immobilières                                                                                    | 4       | 3,7 %   | (4,1 %)     |
| Activités spécialisées, scientifiques et techniques et activités de services administratifs et de soutien | 17      | 15,6 %  | (14,5 %)    |
| Administration publique, enseignement, santé humaine et action sociale                                    | 13      | 11,9 %  | (11,5 %)    |
| Autres activités de services                                                                              | 16      | 14,7 %  | (9,1 %)     |

Le secteur du commerce de gros et de détail, des transports, de l'hébergement et de la restauration est prépondérant sur la commune puisqu'il représente 25,7 % du nombre total d'établissements de la commune (28 sur les 109 établissements implantés à Sorges et Ligueux en Périgord), contre 31,3 % au niveau départemental.

## Culture locale et patrimoine

### Lieux et monuments

#### Patrimoine civil
- Le château des Chabannes est une propriété privée dont il reste des ruines. Au début du XXe siècle, son propriétaire a fait démonter deux tours dont une a été remontée contre le logis principal du château de Montfort[71].
- Le château de Sorges, ou château du Bouquet, est un château du XVIIIe siècle bâti à Sorges[72]. Les jardins du Bouquet, ouverts au public depuis 2018, présentent des motifs géométriques composés par l'agencement de 80 000 buis sur onze hectares[73].
- Le château de la Vigerie est implanté sur Sorges, avec une partie du domaine sur Sarliac-sur-l'Isle[74], propriété privée.
- le manoir de Jaillac, XVe et XVIe siècles, inscrit depuis 1962[75], propriété privée.
- Le manoir des Pautis, XVe et XVIIIe siècles, propriété privée[76].
- Le repaire du Parnet du XVIIIe siècle et sa chapelle du XVIIe siècle, propriété privée[77].
- L'écomusée de la Truffe, installé dans une ferme restaurée du XVIIIe siècle, est composé du musée de la Truffe et du sentier de découverte des truffières[78].
- Les jardins de la Maillonnerie.

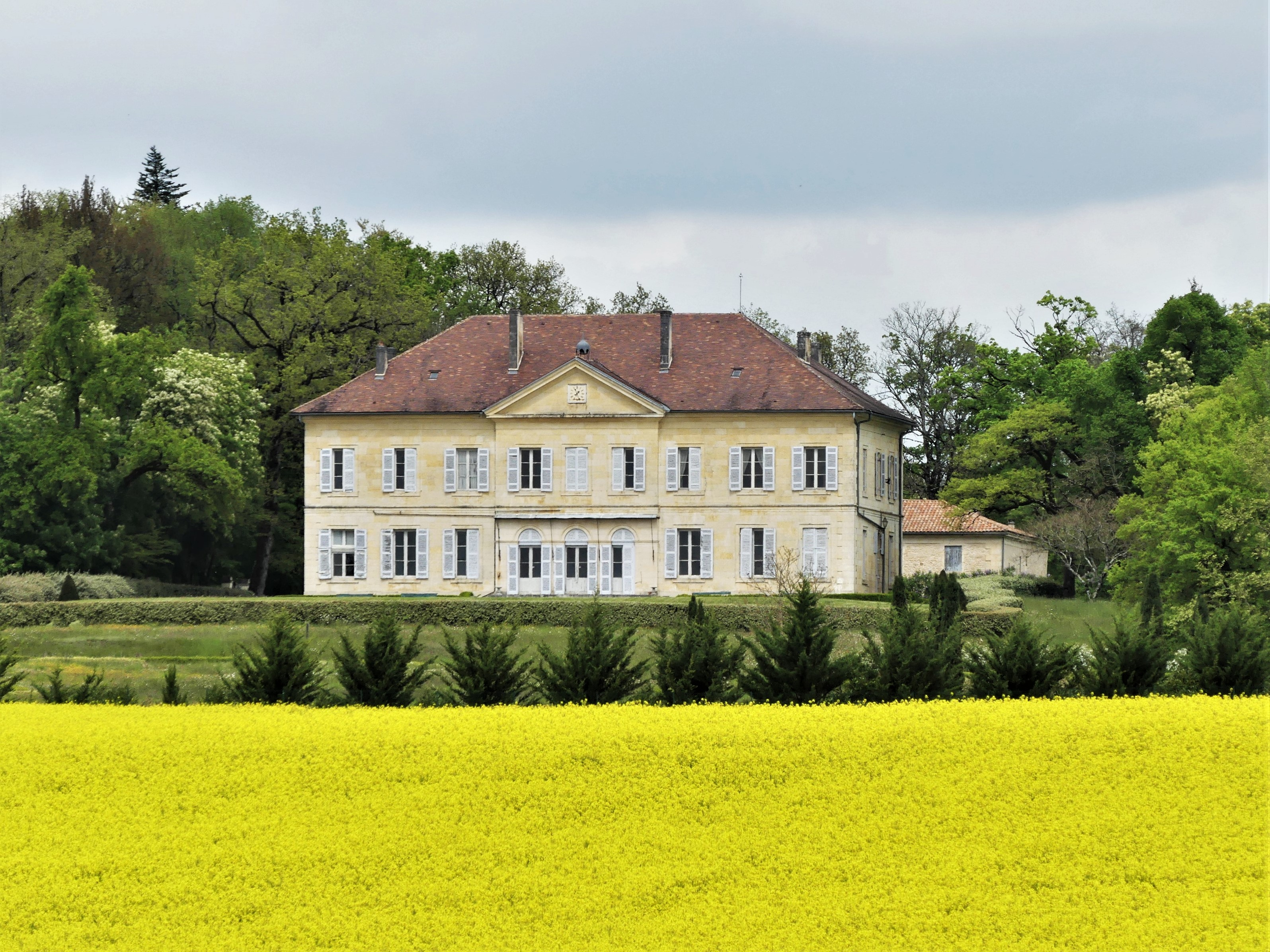
Le château du Bouquet.
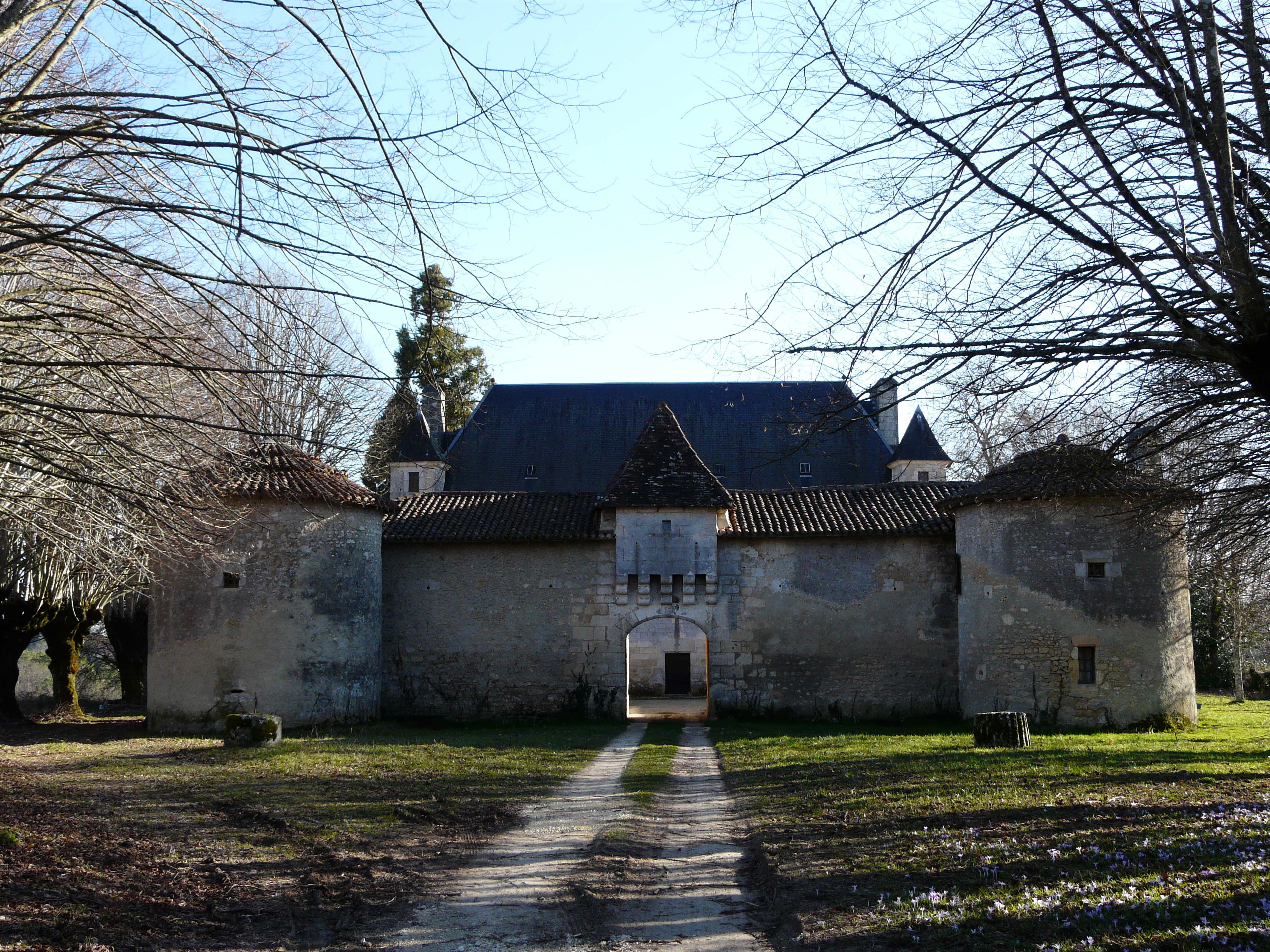
Le manoir de Jaillac.
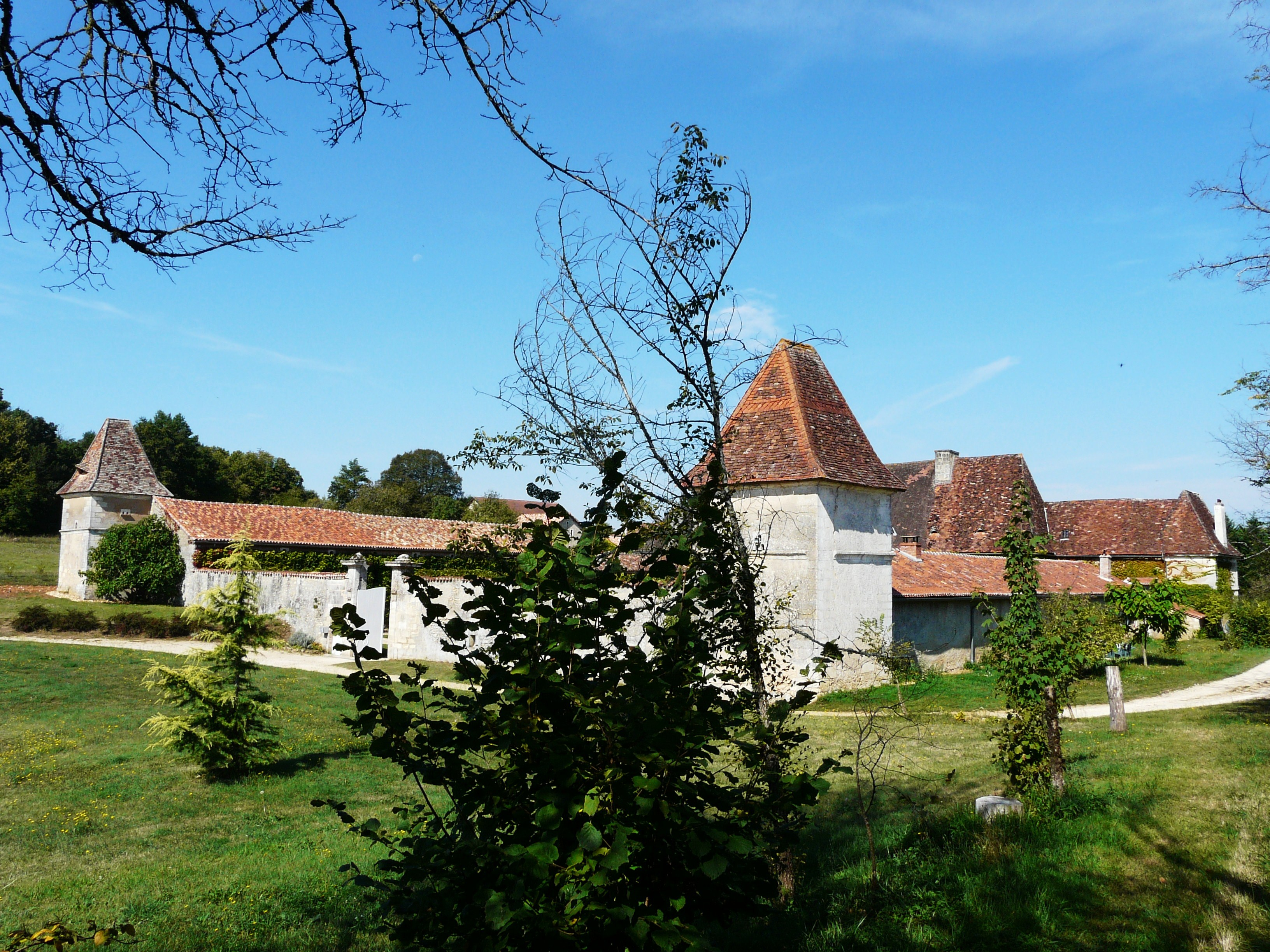
Le manoir des Pautis.
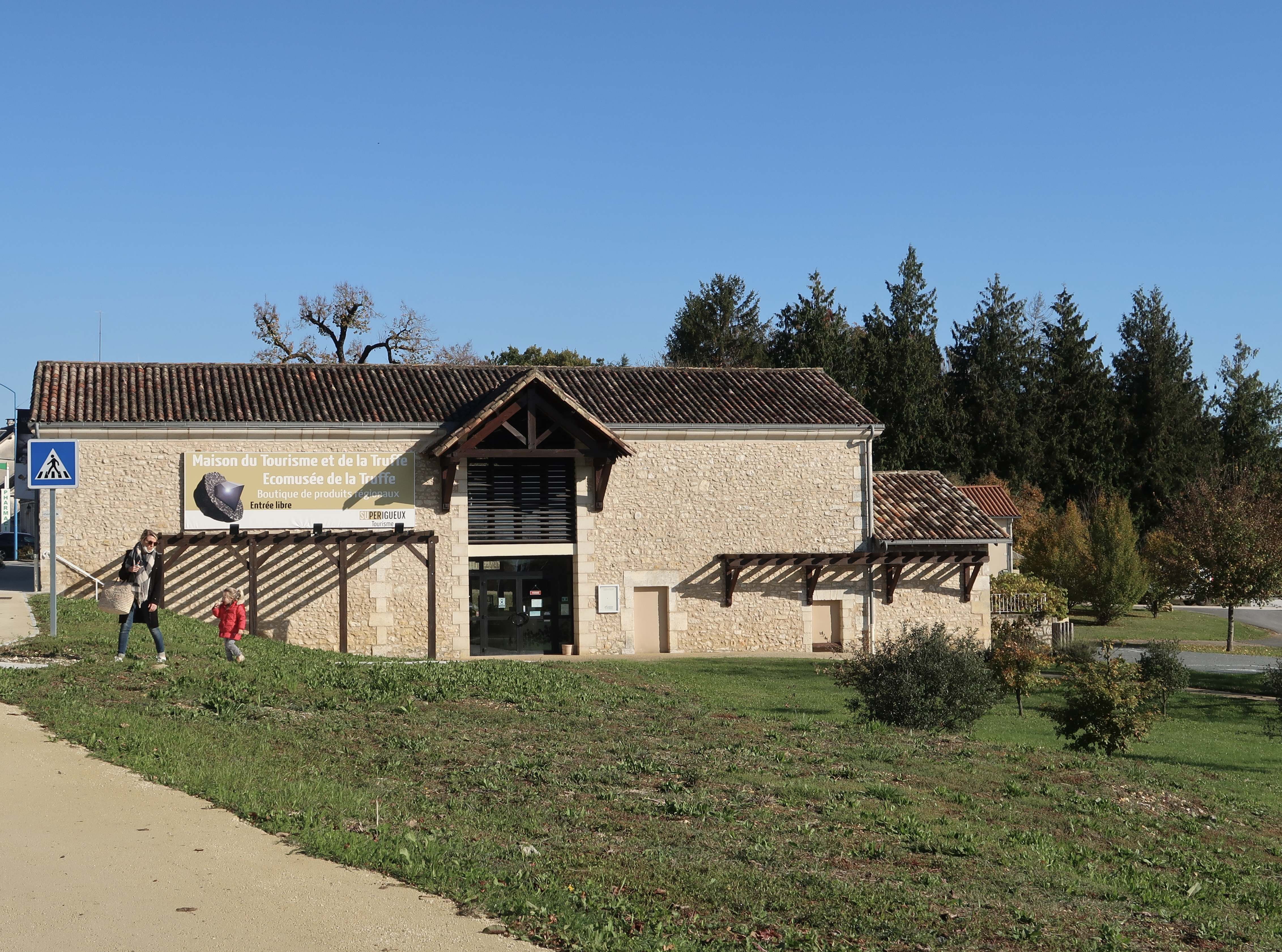
L'écomusée de la Truffe.
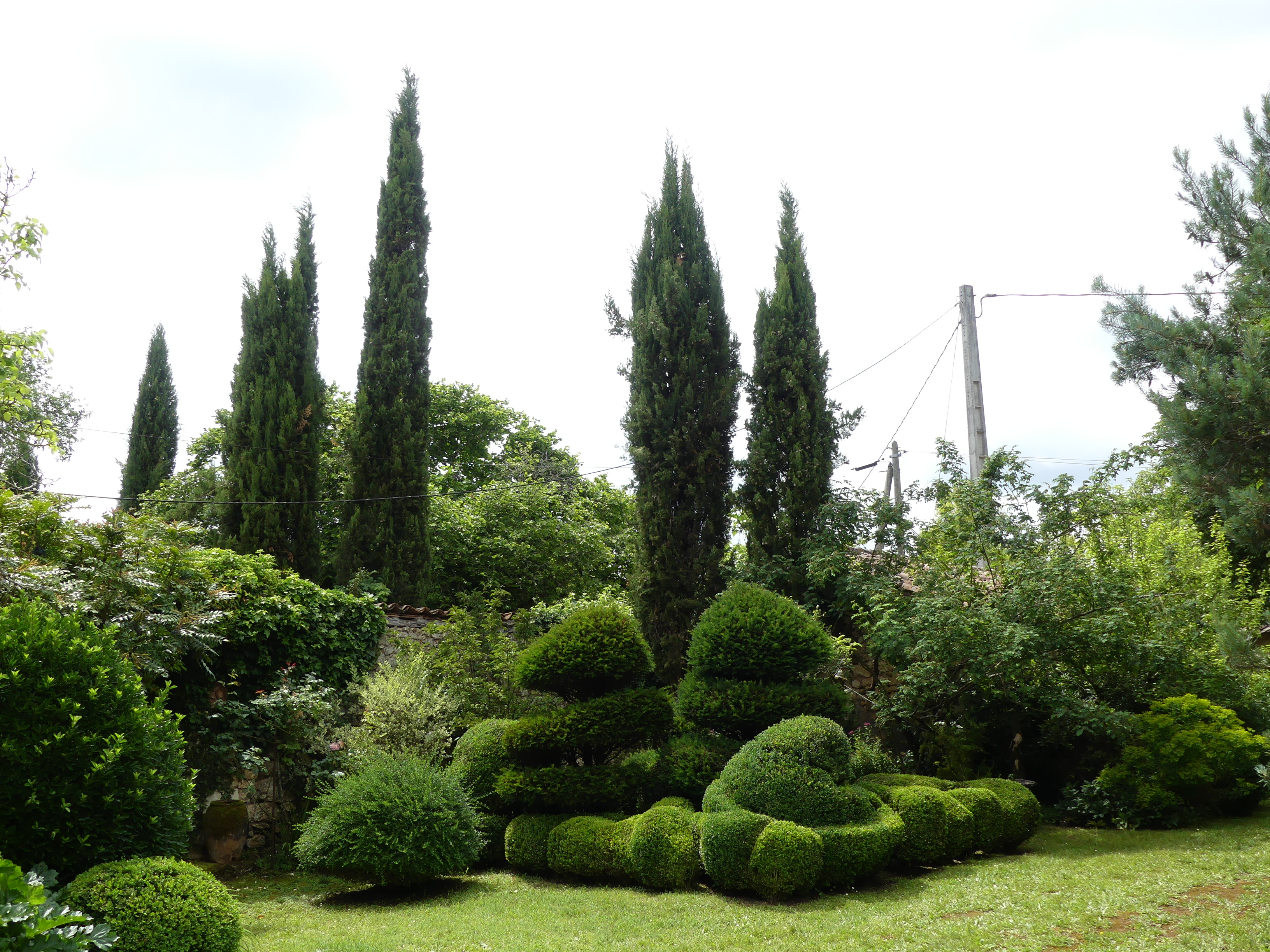
Topiaires dans les jardins de la Maillonnerie.

#### Patrimoine religieux
- Église Saint-Thomas de Ligueux[79], néo-romane du XIXe siècle.
- Sur une propriété privée correspondant à l'abbaye Notre-Dame de Ligueux[80],[81], visitable, se situent entre autres :
  - l'église abbatiale, XIIe et XIIIe siècles, restaurée au XVIIIe siècle, inscrite au titre des monuments historiques depuis 1951[82] ;
  - le château de Ligueux du XVIIe siècle, correspondant à l'ancien logis de la prieure ;
  - le pigeonnier, un puits, des serres ainsi de nombreux autres bâtiments.
- L'église Saint-Germain-d'Auxerre de Sorges, romane du XIIe siècle, remaniée au XVIe siècle, est inscrite au titre des monuments historiques depuis 1967[83].

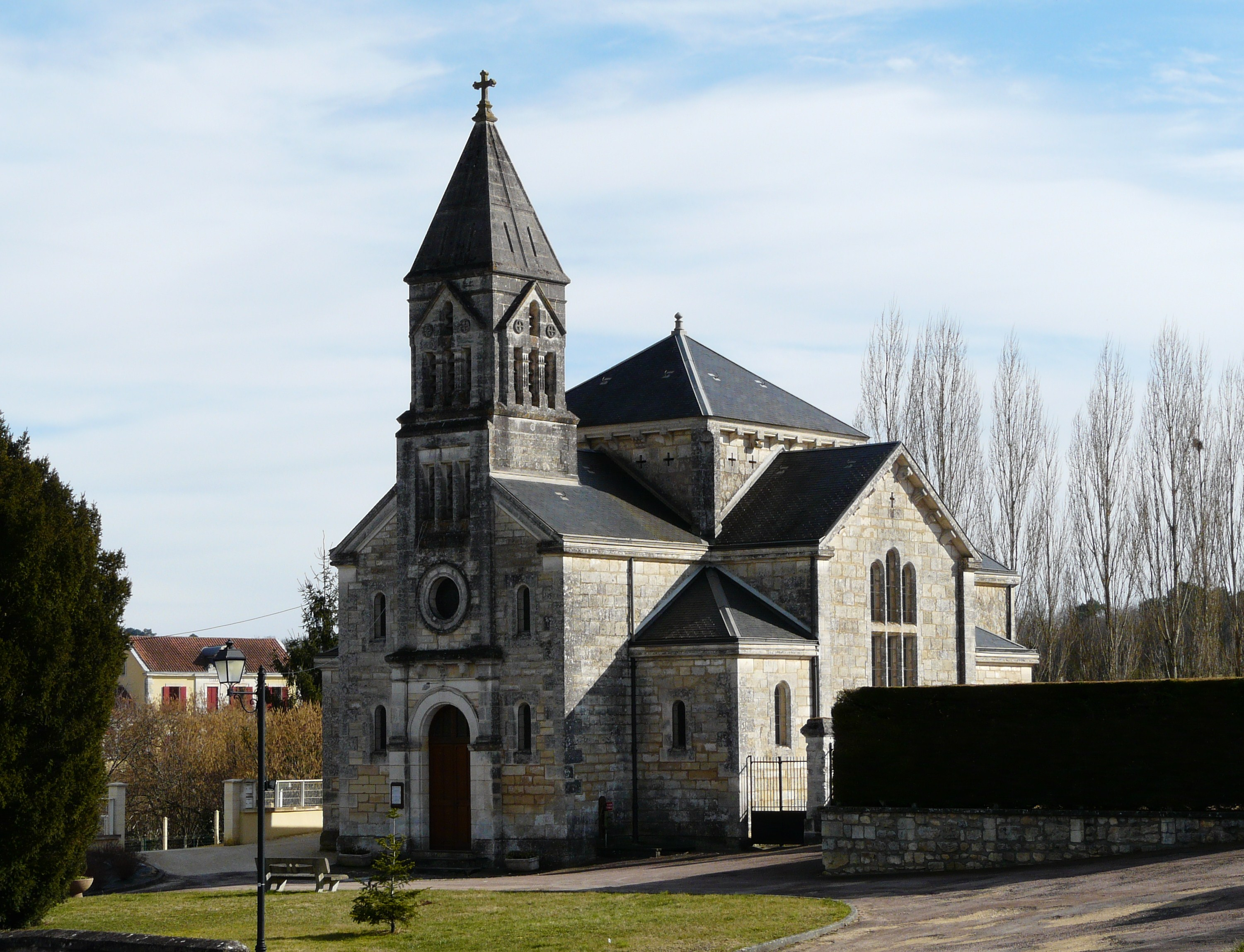
L'église Saint-Thomas de Ligueux.
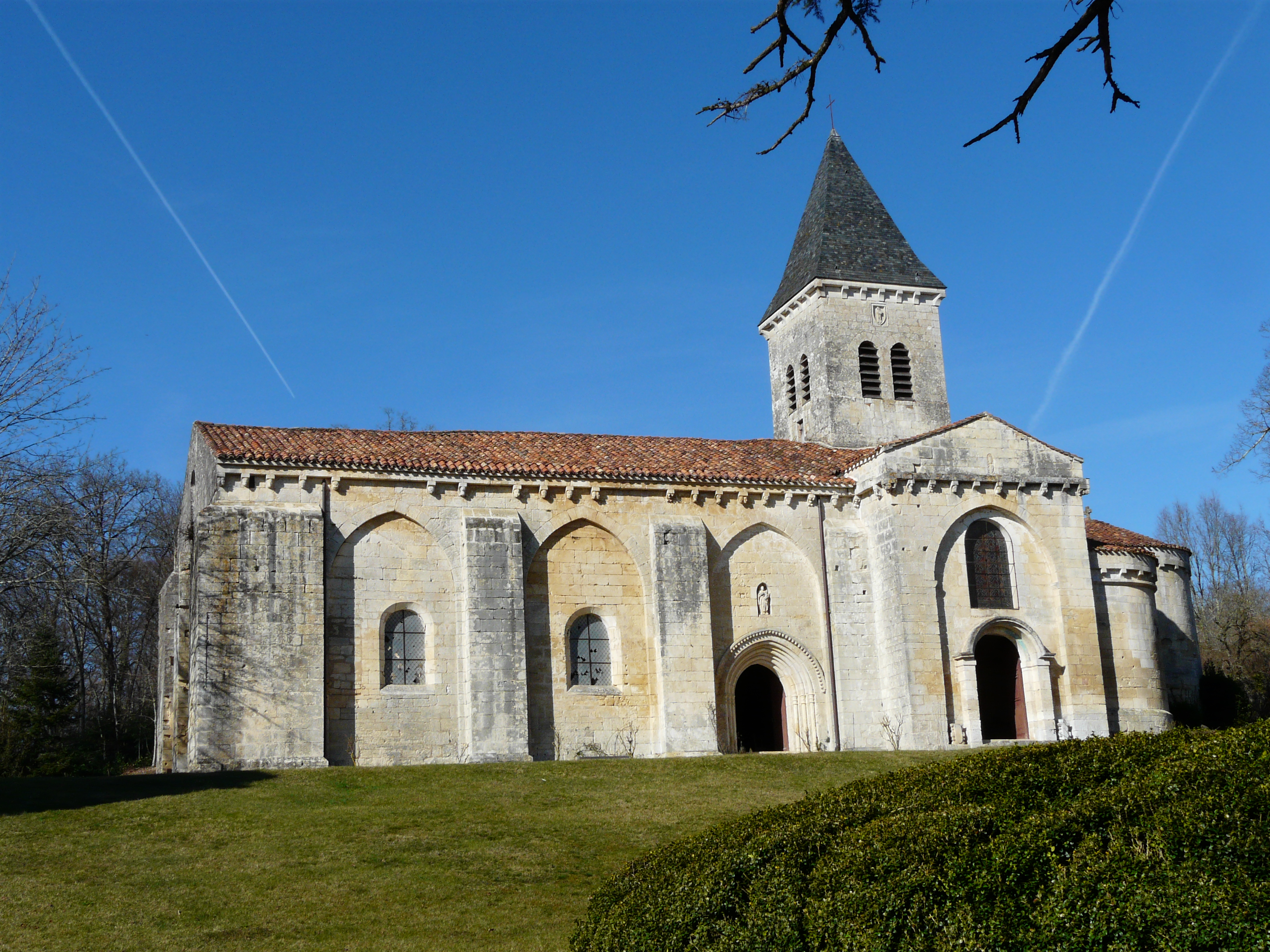
L'église abbatiale Notre-Dame.
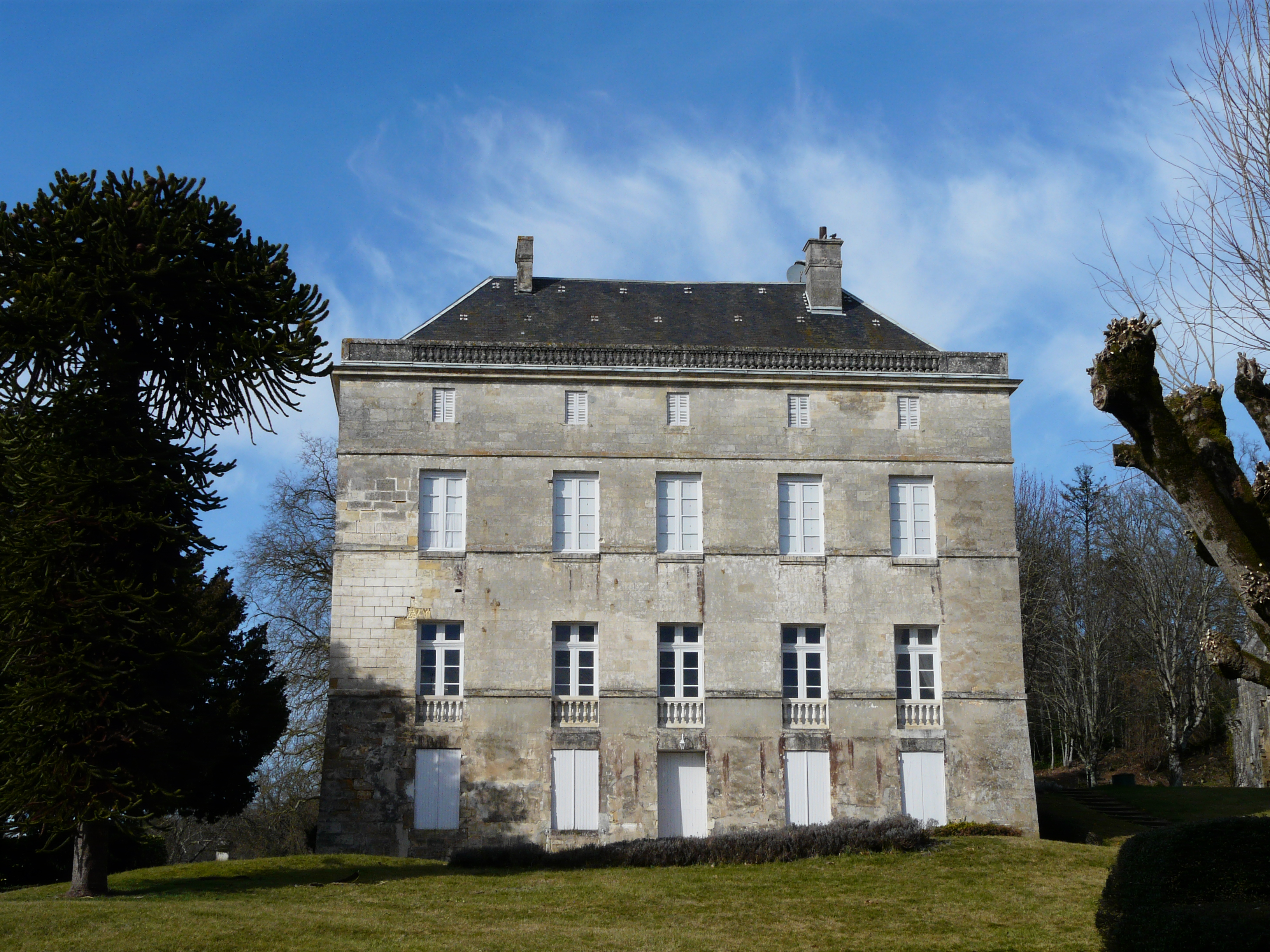
Le château de Ligueux.
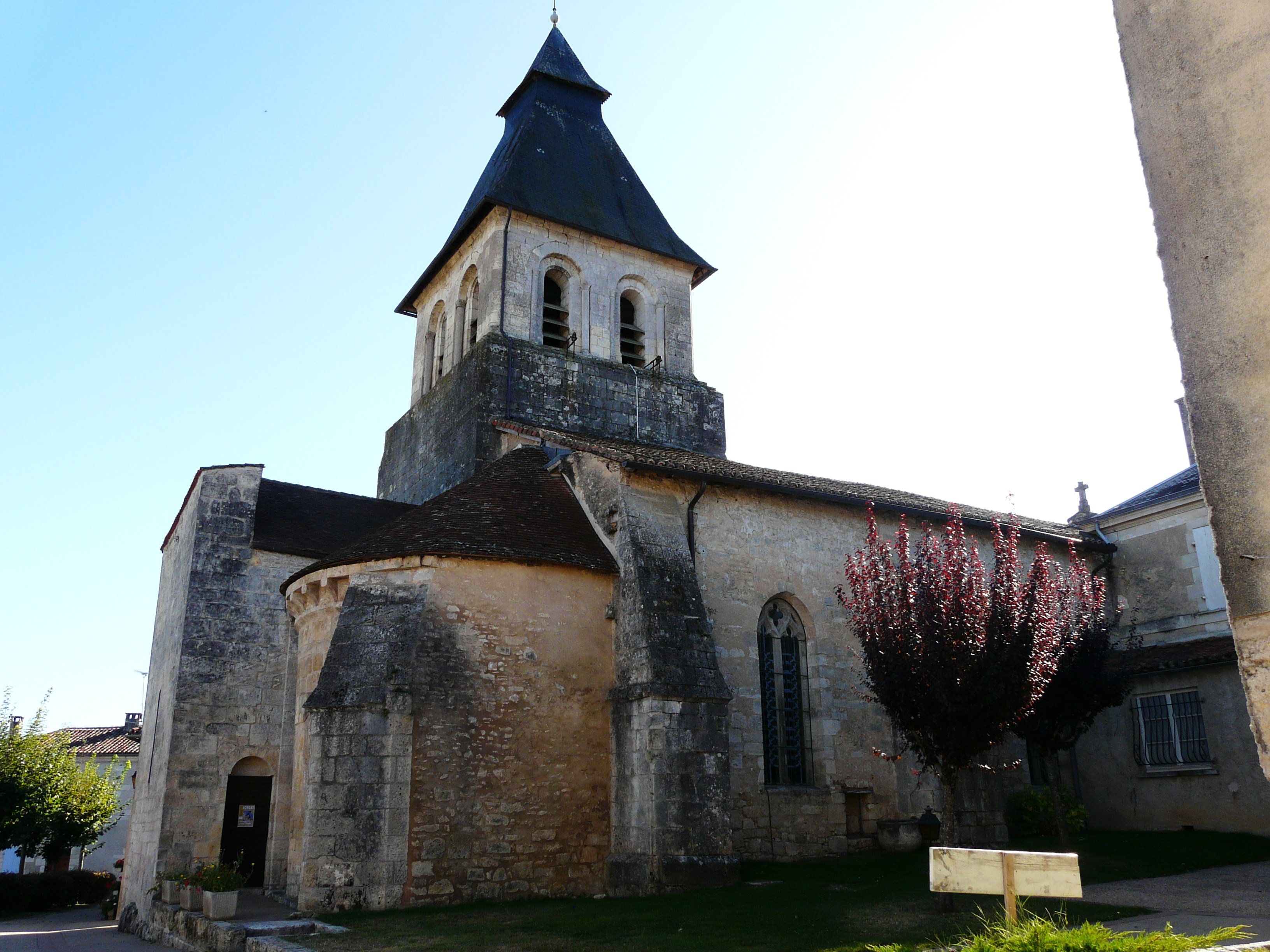
L'église Saint-Germain-d'Auxerre.
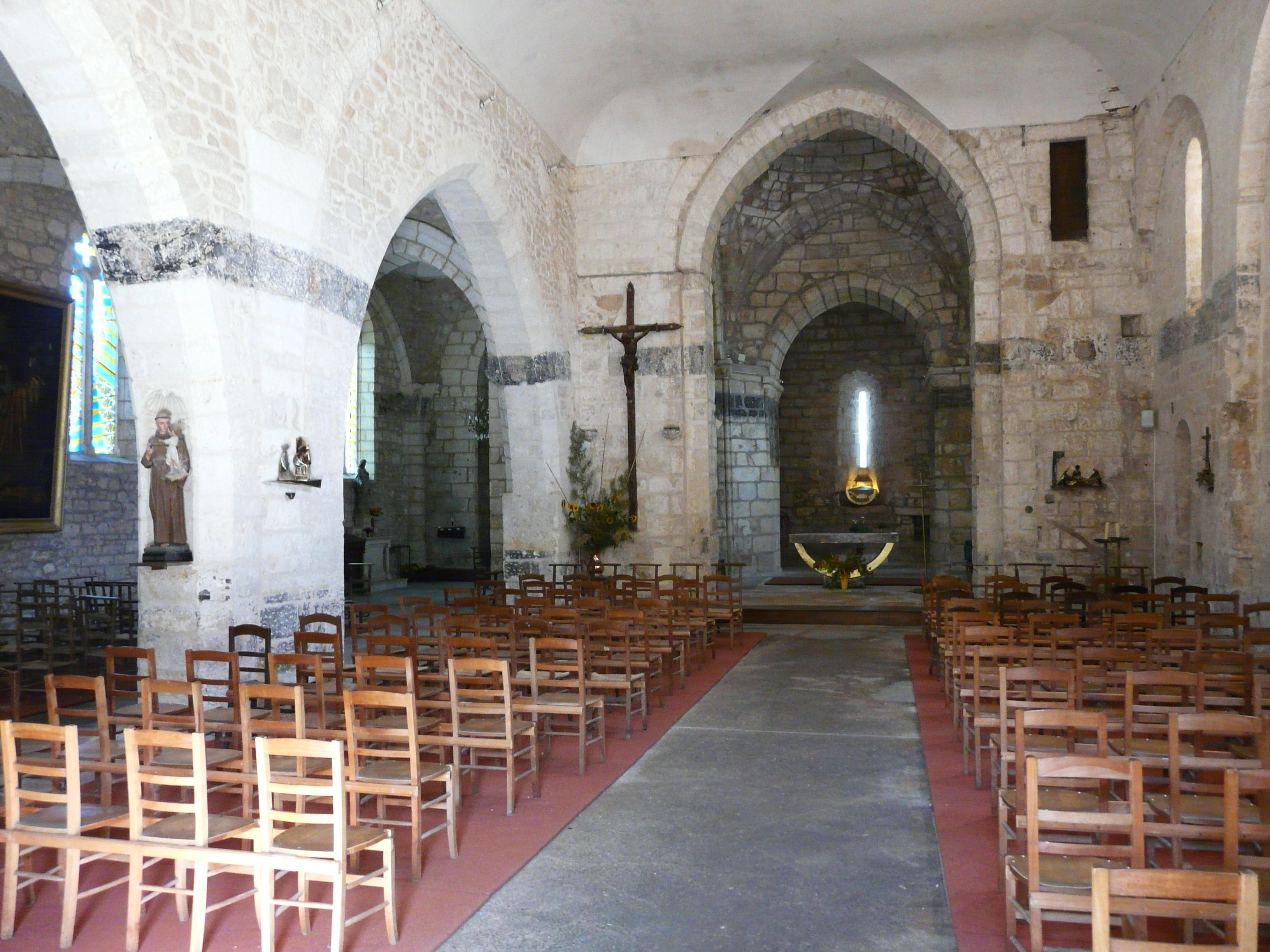
Sa nef et sur la gauche, le collatéral.

### Personnalités liées à la commune

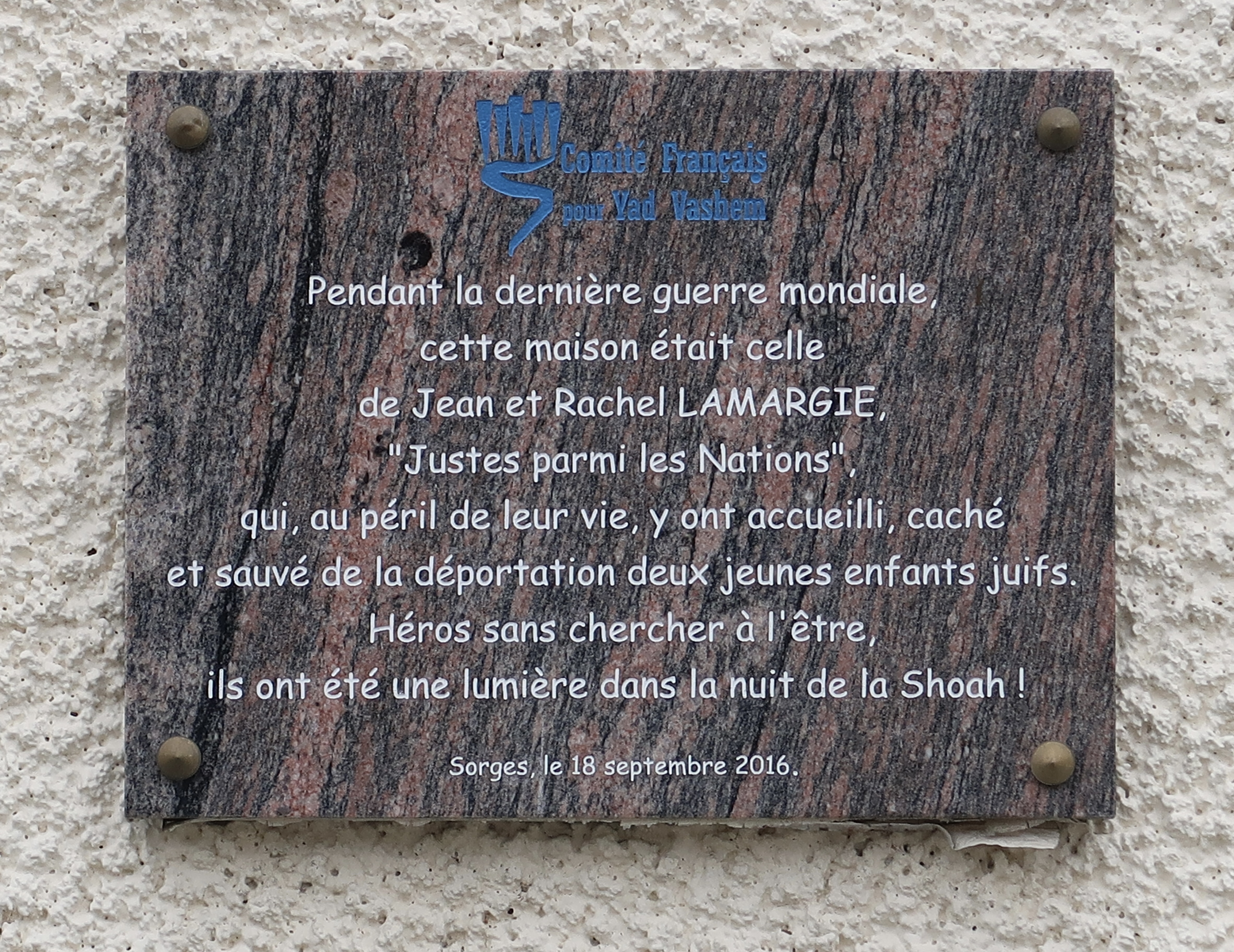
Plaque en l'honneur du couple Lamargie.

- Jean-Louis Daniel (1861-1929), né à Sorges, peintre, membre du « Bournat » à sa fondation et rédacteur d'une grammaire et d'un dictionnaire périgordins.
- Colette Langlade (1956-), femme politique, est née à Sorges.
- Antoine Justin Meilhodon (1827-1900) est un homme politique maire de Sorges de 1875 à 1878 puis de 1884 à 1900, mort à Sorges.
- Jean et Rachel Lamargie. Pendant la Seconde Guerre mondiale, ce couple a caché deux jeunes Juifs, les faisant passer pour leurs enfants. Ils ont été reconnus à titre posthume Justes parmi les nations. En 2016, une plaque commémorative est inaugurée sur la façade de leur domicile[84].

## Pour approfondir